# سوكوتاي (زي)
السوكوتاي (باليابانية: 束帯) هو زي ياباني تقليدي يرتديه رجال الحاشية والأرستقراطيون والإمبراطور فقط في البلاط الإمبراطوري الياباني . نشأ السوكوتاي في فترة هييآن ، ويتكون من عدة أجزاء، بما في ذلك الهو (الرداء الخارجي)، والشاكو (笏) ، وهو عصا طقوس مسطحة أو صولجان ، والكانموري (冠) ، وهو قبعة حريرية سوداء مطلية مع راية.
يختلف تركيب السوكوتاي الدقيق من شخص لآخر، ويعتمد على رتبته ووظيفته المدنية أو العسكرية. يرتدي الضباط العسكريون الطبقات الخارجية من الثوب بأجزاء أمامية وخلفية مشقوقة، بينما يرتدي المسؤولون المدنيون أجزاءً مخيطة بالكامل. كما يختلف اللون باختلاف الرتبة، حيث حظيت رمزية اللون بأهمية كبيرة في اليابان خلال فترة هييآن.
لم يعد السوكوتاي يُرتدى كملابس يومية، بل يُحافظ عليه كزي رسمي يرتديه رجال البلاط الإمبراطوري، بمن فيهم العائلة الإمبراطورية والمسؤولون الحكوميون، مثل رئيس الوزراء . ويُخصص السوكوتاي عادةً للمناسبات الرسمية، مثل حفلات الزفاف ومراسم التتويج . في هذه المناسبات، ترتدي النساء، مثل الإمبراطورة أو الأميرة، " جونيهيتوي" ، وهو الزي الأنثوي للسوكوتاي.

## قطع السوكوتاي
يتكون زيّ بلاط الإمبراطور الياباني من بنطال أبيض فضفاض وثوب خارجي أصفر فضفاض، مُصمم على طراز الثوب الصيني، ولكنه مُدسوس عند الخصر، ومُزين بأنماط نسيجية تتكون من فنغهوانغ ، وبولفينية ، وخيزران، وكيرين . عند ارتداء السوكوتاي، يحمل الإمبراطور لوحًا عاجيًا، مستوحى من الـ" هو" الصيني ، الذي كان يحمله الأباطرة الصينيون رمزًا للقوة الإمبراطورية.